# TB Be 4/8
Die Be 4/8 der Trogenerbahn (TB) sind dreiteilige strassenbahnähnliche elektrische Niederflur-Gelenkzüge, die der Hersteller Stadler Rail für die Strecke St. Gallen–Speicher–Trogen baute, wobei die Vorortszüge im Bereich der Stadt St. Gallen als Strassenbahn verkehren. Durch die Fusion der TB kamen die Be 4/8 31–32 im Jahr 2006 zu den Appenzeller Bahnen (AB), die drei weitere Züge nachbeschaffte. Mit der Eröffnung der Durchmesserlinie  Appenzell–St. Gallen–Trogen werden die fünf Züge 2018 den Transports Publics Neuchâtelois (transN) verkauft, die sie auf der Stadtbahnstrecke Neuchâtel Place Pury–Boudry einsetzen.
Zusammen mit den gleichzeitig gebauten zweiteiligen Be 4/6 der Forchbahn, mit denen sie in vielen Teilen übereinstimmen, gelten die Vorortszüge als Vorläufer der Strassenbahnfamilie Tango.

## Ausgangslage

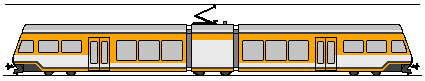
Projekt eines GTW Be 2/6 für die Trogenerbahn

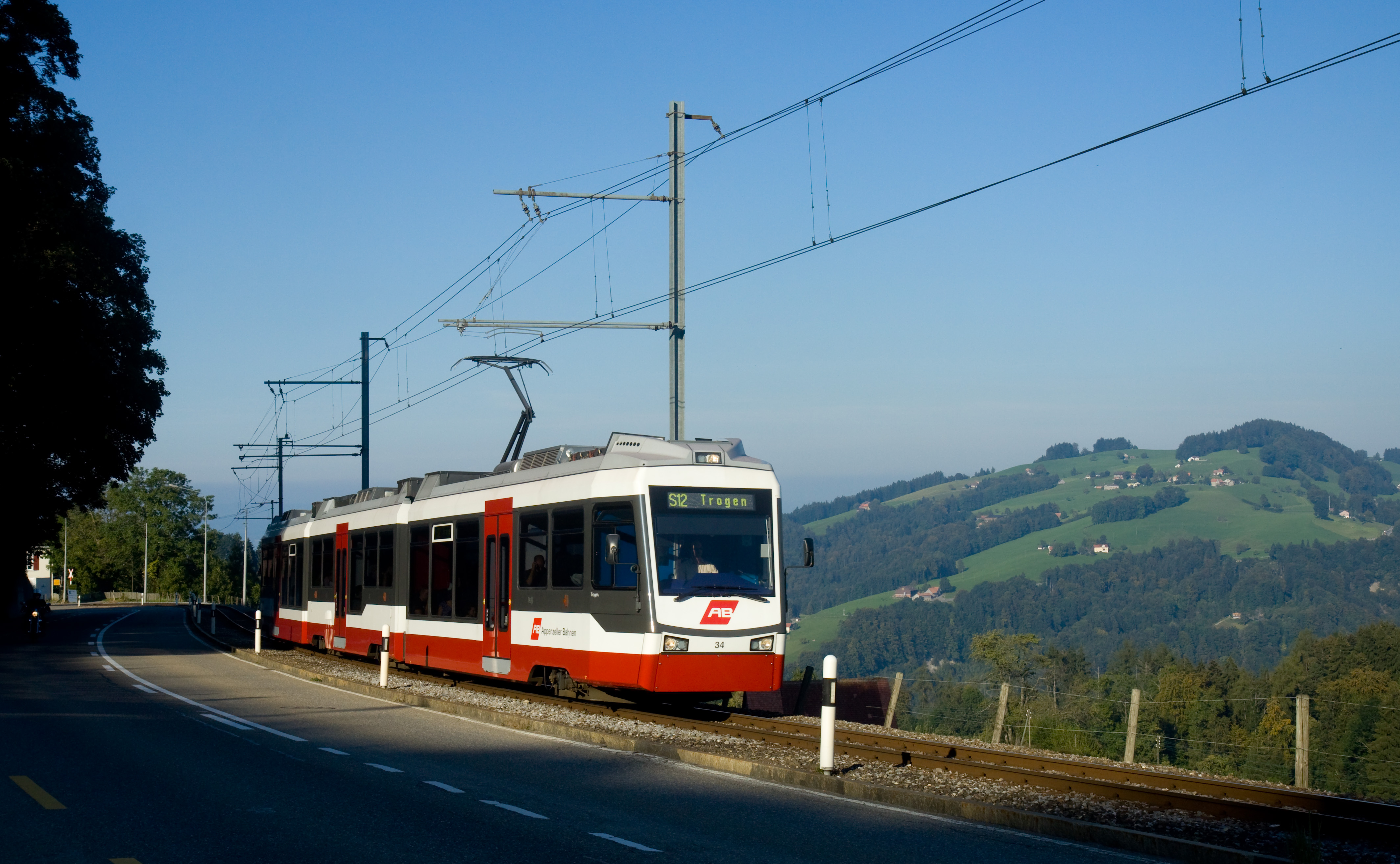
Be 4/8 34 der Trogenerbahn beim Schwarzen Bären.

Bereits 1997 wollte die Trogenerbahn zwei Stadler GTW beschaffen, was vom Bundesamt für Verkehr im Hinblick auf den damals geplanten Riethüslitunnel und dem damit möglichen Durchlauf nach Teufen abgelehnt wurde. Im Jahre 2000 konnten dann zwei neue Triebzüge ausgeschrieben werden. Die Verzögerung ermöglichte es, für die Steilstrecke der Trogenerbahn besser geeignete Fahrzeuge mit vier statt zwei Triebachsen zu beschaffen.
Die Züge der Trogenerbahn verkehren in der St. Galler Innenstadt als Strassenbahn mit einer Fahrleitungsspannung von 600 Volt Gleichstrom und auf der Überlandstrecke auf eigenem Gleiskörper nach den Regeln des Eisenbahnbetriebs, wobei die Spannung der Fahrleitung bis zum Jahr 2018 1000 Volt betrug. Wegen der zahlreichen Strassenkreuzungen ist eine Kastenfestigkeit von 400 kN erforderlich, etwa doppelt so hoch wie typischerweise bei Strassenbahnen. Wegen der längeren Fahrzeit als mit einem Tram erwarten die Fahrgäste einen höheren Komfort mit bequemeren Sitzen, dagegen reichen weniger Türen aus. Zur Erreichung eines ruhigen Laufes und mit Rücksicht auf die winterlichen Schneeverhältnisse kommen anstelle von Losradsätzen traditionelle Drehgestelle zum Einsatz, was jedoch einen 100-prozentigen Niederfluranteil verunmöglicht. Das Konzept des Gelenktriebwagens mit den beiden aufgesattelten Endwagen ermöglichte die Vergrösserung des Niederfluranteils und des Adhäsionsgewicht des angetriebenen Mittelwagens, was bei der TB mit 76 ‰ Steigung besonders erwünscht ist. Die technische Ausrüstung der Niederflurfahrzeuge wurde grösstenteils auf dem Dach untergebracht. Bauteile, die für das Personal gut zugänglich sein müssen, befinden sich unter den Sitzen.

## Technik

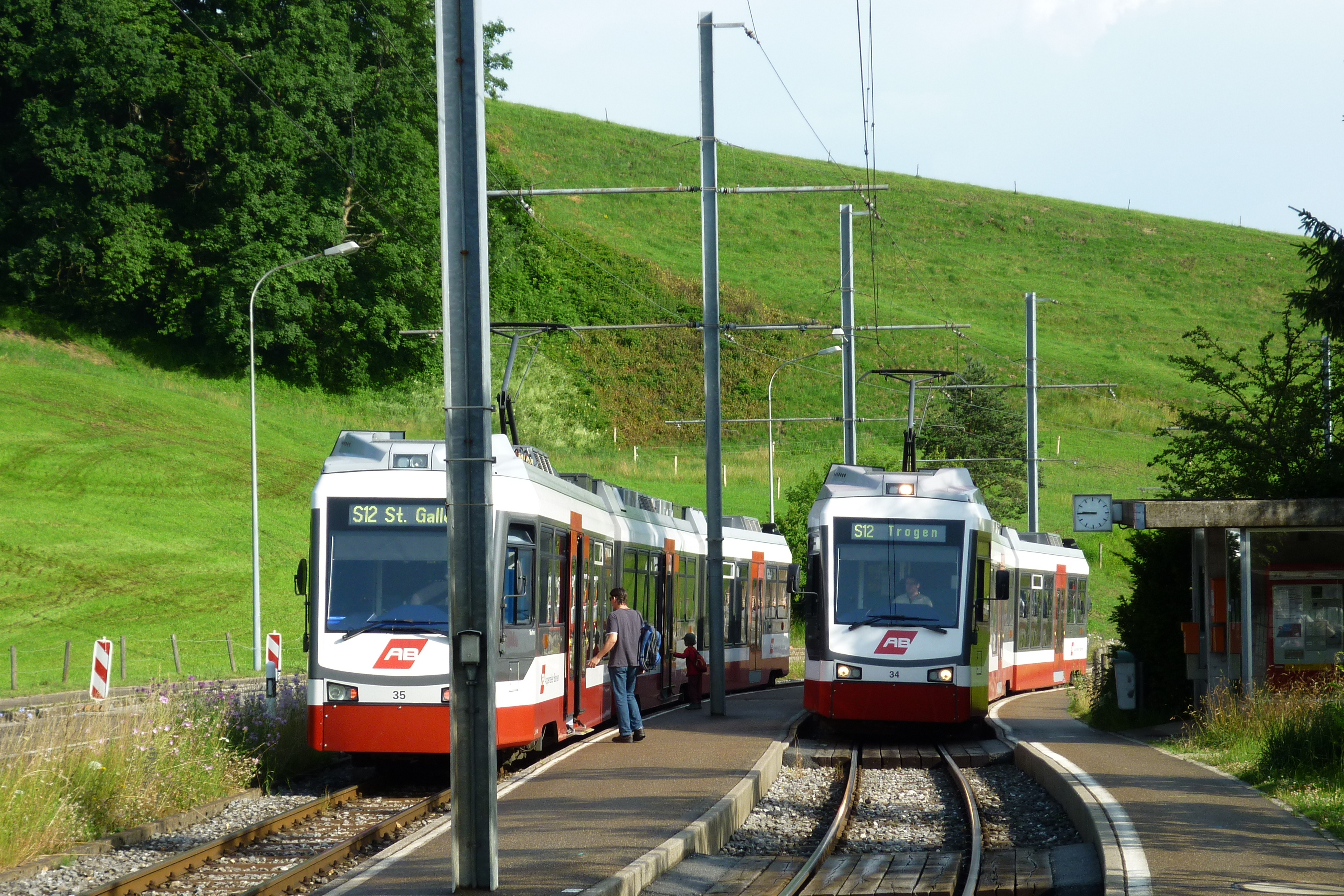
Zugkreuzung in Schwarzer Bären. Seit der Ablieferung der zweiten Serie kann der Regelverkehr der Trogenerbahn vollständig mit den Niederflurfahrzeugen Be 4/8 abgedeckt werden.

Die Wagenkästen einschliesslich der Führerstände sind im Gegensatz zu den Nachfolgefahrzeugen Tango noch in der Aluminium-Bauweise der GTW-Familie (1.–3. Generation) hergestellt. Aus fertigungstechnischen Gründen wurden die vier Endwagen im Frühling 2003 im Anschluss an die Be 4/6 der Forchbahn gebaut und bis zur Ablieferung im Herbst 2004 zwischengelagert. Im Bereich der Stirnfront sind im unteren Teil seitlich Edelstahlelemente eingeklebt, um nach Kollisionen mit Strassenfahrzeugen eine Reparatur ohne Schweissen zu ermöglichen. Die Schwab-Kupplung wird nur für Abschlepp- und Sonderfahrten benötigt. Sie kann manuell eingefahren und mit einer verschraubten Abdeckung zum Schutz der anderen Verkehrsteilnehmer verkleidet werden. Die Drehgestelle wurden speziell für die Fahrzeugfamilie der Trogener- und der Forchbahn entwickelt und wurden auch bei den Tango-Strassenbahnen der Bogestra in Bochum verwendet. Die Drehgestelle sind mit dem Wagenkasten über einen Drehkranz verbunden. Sie verfügen dank Luftfederung über ausgezeichnete Laufeigenschaften. Die Radsätze weisen wie bei Nahverkehrsfahrzeugen üblich zwischen Radscheibe und Radreifen eine Gummischicht auf.
Jedes Triebdrehgestell verfügt über einen Stromrichter, der sich auf dem Dach befindet. Mit Rücksicht auf die Stromversorgung ist die Traktionsleistung begrenzt und erreicht nicht die Leistung der elektrischen Bremse. Trotzdem sind die auf steiler Strecke eingesetzten Vorortszüge sehr leistungsfähig.
Die Be 4/8 verfügen über eine kombinierte Rekuperations- und Widerstandsbremse. Wenn das Netz aufnahmefähig ist, arbeitet sie als Rekuperationsbremse. Bei geringen Geschwindigkeiten steuert das Fahrzeugleitgerät zusätzlich die Druckluftbremse an, wobei jeder Radsatz über eine Bremsscheibe verfügt. Für Notfälle ist jedes Drehgestell mit einer Magnetschienenbremse ausgestattet. Die Federspeicherbremse an jedem Radsatz der Triebdrehgestelle und an je einem der Laufdrehgestelle dient als Festhaltebremse. Wegen den sehr großen Steigungen erfolgt das Sanden richtungsselektiv.
Sowohl Fahrgasträume als auch Führerstände verfügen über Klimaanlagen.

## Verkauf an die transN

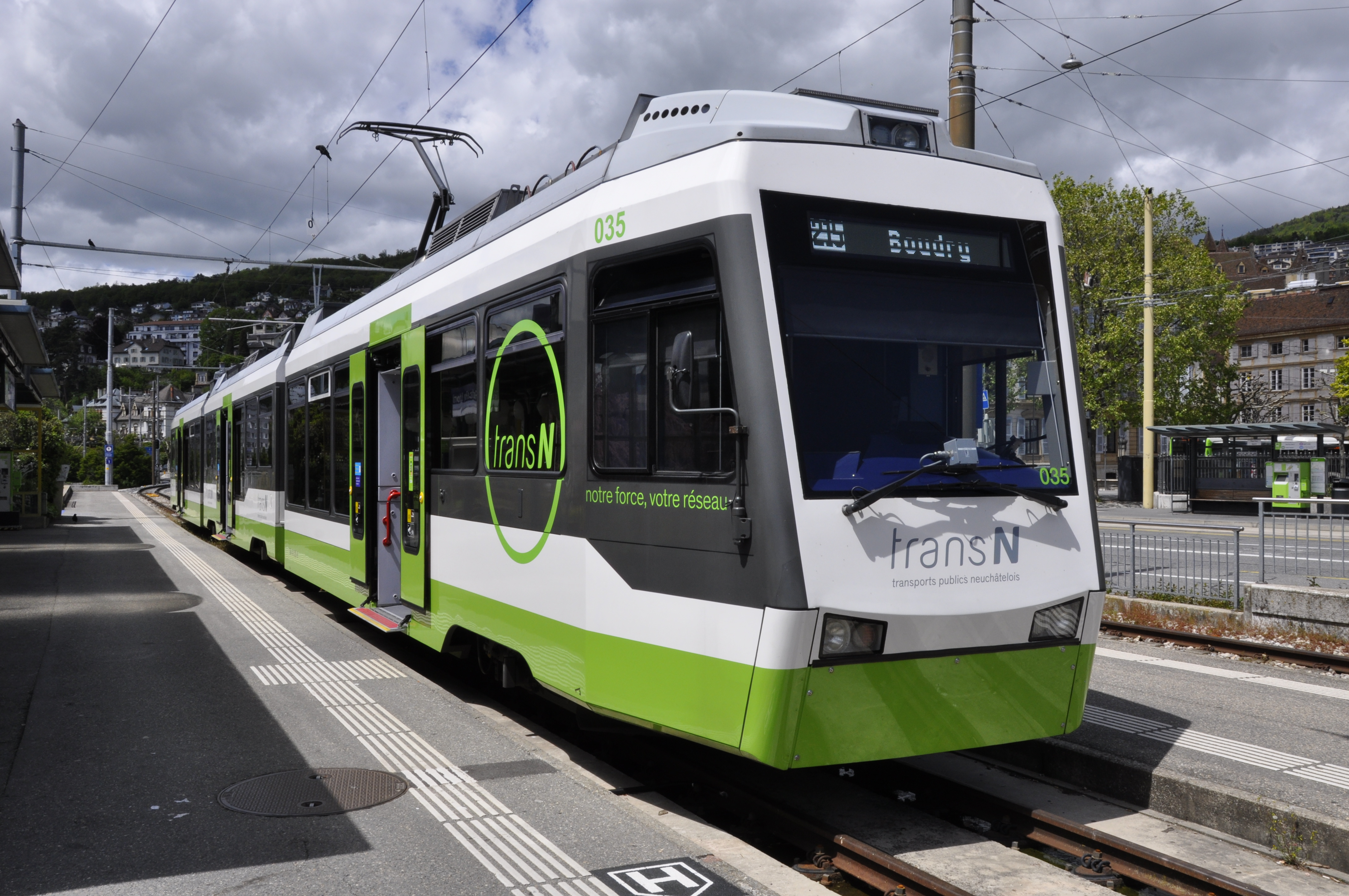
TransN Be 4/8 035 am Place Pury in Neuchâtel

Nach der Eröffnung der Durchmesserlinie Appenzell–St. Gallen–Trogen haben die Appenzeller Bahnen für die fünf Be 4/8 keine Verwendung mehr, weil die Fahrleitungsspannung der Trogener Linie an die der Strecke St. Gallen–Appenzell angepasst und auf 1500 Volt erhöht wird. Wegen den Kreuzungen mit dem Trolleybus bleibt die Spannung von 600 Volt im Innenstadtbereich unverändert. Die noch nicht abgeschriebenen Züge konnten 2018 den Transports Publics Neuchâtelois (transN) für den Einsatz auf der Stadtbahnstrecke Neuchâtel Place Pury–Boudry verkauft werden.

## Namen

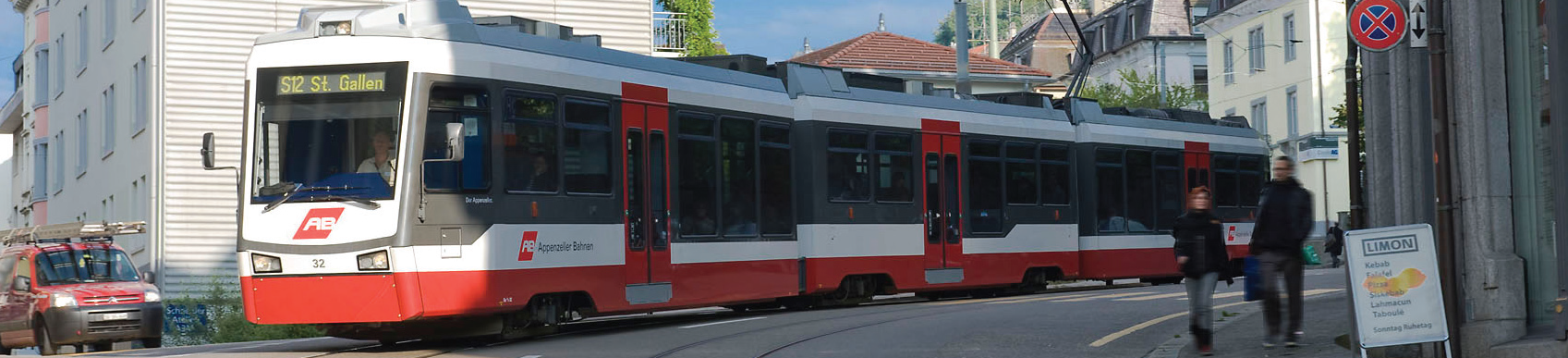
Be 4/8 32 als S12 St. Gallen–Trogen

| erste Serie | erste Serie       |
| Nr.         | Name              |
| ----------- | ----------------- |
| 31          | Die St. Gallerin  |
| 32          | Die Appenzellerin |

| zweite Serie | zweite Serie |
| Nr.          | Name         |
| ------------ | ------------ |
| 33           | Speicher     |
| 34           | Trogen       |
| 35           | Teufen       |